# Mestna avtobusna linija št. 65 (Szczecin)
Mestna avtobusna linija številka 65 (Basen Górniczy - Osiedle Bukowe) je ena izmed dnevnih navadnih avtobusnih linij javnega mestnega prometa v Ščečinu. Povezuje Międzyodrze-Wyspa Pucka in Bukowe-Klęskowo.

## Trasa
Basen Górniczy – Gdańska – Most Pionierów Miasta Szczecina – Eskadrowa – Leszczynowa – Batalionów Chłopskich – Gryfińska – Struga – Jasna - Przelotowa – Handlowa - Chłopska - Kolorowych Domów - Osiedle Bukowe